# Бобровий Кут
Бобровий Кут — село в Україні, у Калинівській селищній громаді Бериславського району Херсонської області, колишня німецько-єврейська колонія. Населення становить 605 осіб.

## Історія
Станом на 1886 рік у колонії німців та євреїв Отбідо-Василівської волості Херсонського повіту Херсонської губернії мешкало 206 осіб, налічувалось 40 дворів, існували лютеранський молитовний будинок, єврейський молитовний будинок, школа, 2 лавки.
7 (20) листопада 1917 року, відповідно до Третього Універсалу Української Центральної Ради, увійшло до складу Української Народної Республіки.
12 червня 2020 року, відповідно до Розпорядження Кабінету Міністрів України від № 726-р «Про визначення адміністративних центрів та затвердження територій територіальних громад Херсонської області», увійшло до складу  Калинівської селищної громади.
19 липня 2020 року, в результаті адміністративно-територіально-територіальної реформи та ліквідації Великоолександрівського району, село увійшло до складу Бериславського району.
Село тимчасово окуповане російськими військами наприкінці лютого 2022 року. 10 листопада 2022 року визволене Збройними силами України  в ході контрнаступу в Херсонській області.

## Населення
Згідно з переписом УРСР 1989 року чисельність наявного населення села становила 711 осіб, з яких 337 чоловіків та 374 жінки.
За переписом населення України 2001 року в селі мешкали 605 осіб.

### Мовний склад
Рідна мова населення за даними перепису 2001 року:
| Мова       | Чисельність, осіб | Доля     |
| ---------- | ----------------- | -------- |
| Українська | 575               | 95,04 %  |
| Білоруська | 16                | 2,64 %   |
| Російська  | 14                | 2,32 %   |
| Разом      | 605               | 100,00 % |

## Відомі особи
- Вайспапір Аркадій Мойсейович (1921—2018) — один з організаторів повстання у таборі смерті «Собібор».
- Семен Григорович Фруґ (їдиш ‏שמעון פֿרוג‏‎ — Ши́мен Фруґ; 1860, колонія Бобровий Кут, Херсонська губ. — 1916, Одеса) — російський і єврейський поет, публіцист.